# Straberax morelus
Straberax morelus är en mångfotingart som först beskrevs av Chamberlin, R. 1943.  Straberax morelus ingår i släktet Straberax och familjen trädgårdsjordkrypare. Inga underarter finns listade i Catalogue of Life.